# Брежани (Прешов)
Брежани (слч. Brežany) насељено је мјесто са административним статусом сеоске општине (слч. obec) у округу Прешов, у Прешовском крају, Словачка Република.

## Становништво
| Година:    | 1994. | 2004.    | 2014.   | 2024.    |
| ---------- | ----- | -------- | ------- | -------- |
| Број људи: | 169   | 149      | 154     | 213      |
| Разлика:   |       | -11,83 % | +3,35 % | +38,31 % |

| Година:    | 2023. | 2024.   |
| ---------- | ----- | ------- |
| Број људи: | 209   | 213     |
| Разлика:   |       | +1,91 % |

Према подацима о броју становника из 2024. године насеље је имало 213 становника.